# Estado neoinca

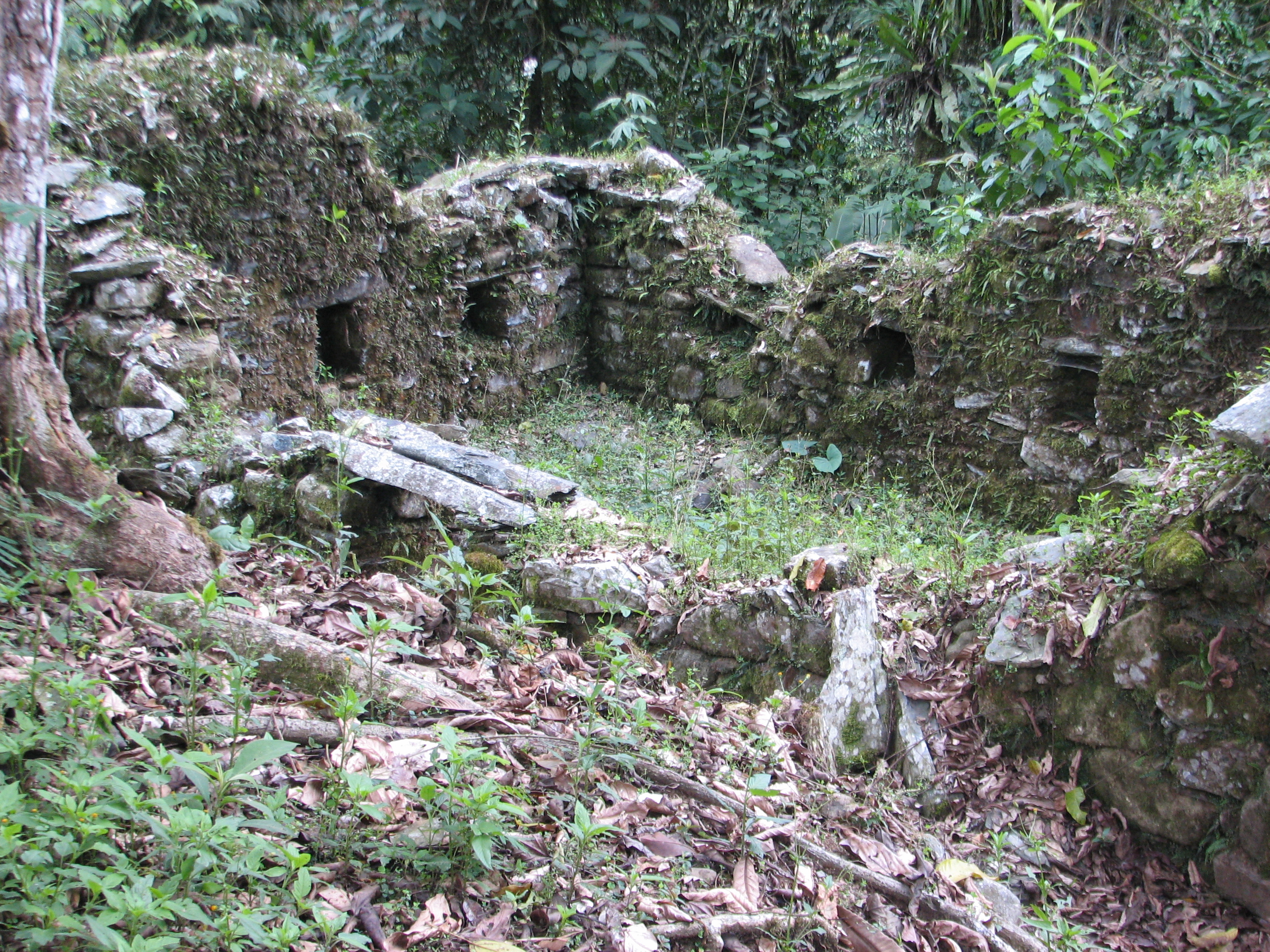
Ruínas de Vilcabamba

Estado neoinca uma entidade política inca estabelecida em 1537 em Vilcabamba por Manco Capac II (filho do imperador Inca Huayna Capac). É considerado um Estado remanescente do Império Inca (1438–1533), que entrou em colapso após a conquista espanhola em meados da década de 1530. O Estado neoinca durou até 1572, quando a última fortaleza inca foi conquistada e o último governante, Túpac Amaru (filho de Manco), foi capturado e executado, encerrando assim a autoridade política inca.

## História

### Retiro inca para Vilcabamba
A região de Vilcabamba fazia parte do Império Inca desde o reinado de Pachacuti (1438–1471). Durante a conquista espanhola do Peru, Túpac Huallpa foi um governante fantoche coroado pelo conquistador Francisco Pizarro. Após sua morte, Manco Capac II juntou-se a Francisco Pizarro e Diego de Almagro em Cajamarca. Quando a força de Pizarro chegou a Cusco, ele fez os caciques reconhecerem Manco como seu Inca. Manco Inca então se juntou a Almagro e Hernando de Soto em busca de Quizquiz.
Francisco deixou seus irmãos mais novos Gonzalo Pizarro e Juan Pizarro como regidores, e uma guarnição de noventa homens e Cusco. Os irmãos Pizarro maltrataram tanto Manco Inca que ele finalmente tentou escapar em 1535. Ele falhou e foi capturado e preso. Hernando Pizarro o liberou para recuperar uma estátua de ouro de seu pai Huayana Capac. Acompanhado apenas por dois espanhóis, ele escapou facilmente pela segunda vez. Manco então reuniu um exército de 100 mil guerreiros incas e sitiou Cusco no início de 1536, aproveitando a ausência de Diego de Almagro. Após dez meses (veja o Cerco de Cusco), Manco recuou para a fortaleza próxima de Ollantaytambo em 1537. Aqui, Manco repeliu os ataques dos espanhóis na Batalha de Ollantaytambo.
Manco coordenou seu cerco a Cusco com outro a Lima, liderado por um de seus capitães, Quiso Yupanqui. Os incas conseguiram derrotar quatro expedições de socorro enviadas por Francisco Pizarro de Lima. Isso resultou na morte de quase 500 soldados espanhóis. Alguns espanhóis foram capturados e enviados para Ollantaytambo. No entanto, com a posição dos espanhóis consolidada pelos reforços de Almagro, Manco Inca decidiu que Ollantaytambo estava muito perto de Cusco para ser sustentável, então retirou-se mais a oeste. Abandonando Ollantaytambo (e efetivamente desistindo das terras altas do império), Manco Inca retirou-se para Vitcos e, finalmente, para as selvas remotas de Vilcabamba.:131

### Coexistência com a Espanha
Em Vilcabamba, o Estado Neoinca foi estabelecido por Manco e Vilcabamba tornou-se a capital até a morte de Tupaq Amaru em 1572. De lá, ele continuou seus ataques contra os wankas (um dos mais importantes aliados dos espanhóis), tendo algum sucesso após ferozes batalhas, e para as terras altas da atual Bolívia, onde depois de muitas batalhas seu exército foi derrotado. Depois de muitas batalhas de guerrilha nas regiões montanhosas de Vilcabamba, Manco foi assassinado em 1544 por partidários de Diego de Almagro, que já havia assassinado Francisco Pizarro e que estavam escondidos sob a proteção de Manco. Eles, por sua vez, foram todos mortos pelos soldados de Manco.

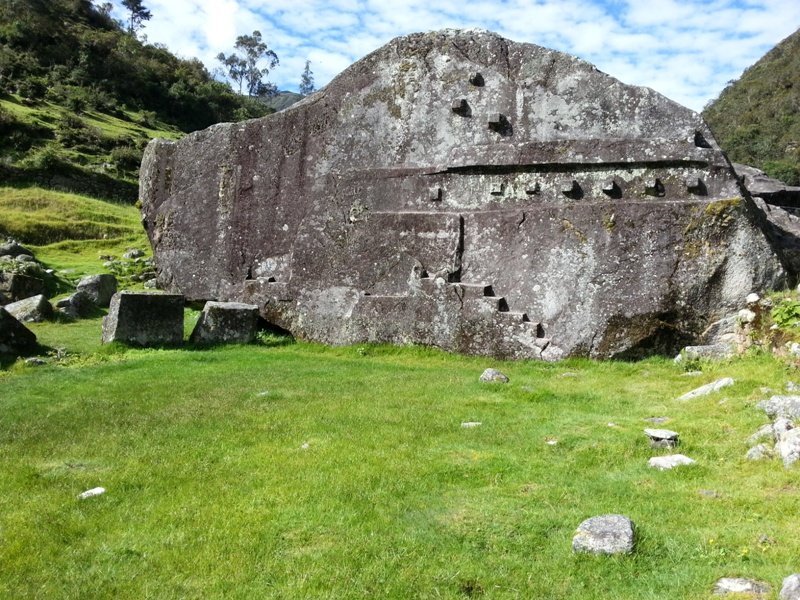
O santuário Yurak Rumi, que foi queimado por sacerdotes espanhóis em 1570

Manco foi sucedido por seu filho Sayri Túpac (Sayri Tupaq). Ele tinha cinco anos na época. Tornou-se inca em Vilcabamba, reinando dez anos com o auxílio de regentes. Foi uma época de paz com os espanhóis. O vice-rei Pedro de la Gasca ofereceu-se para fornecer terras e casas a Sayri Túpac em Cuzco se ele emergisse da isolada Vilcabamba. Sayri Túpac aceitou, mas durante os preparativos seu parente Paullu Inca morreu repentinamente. Isso foi considerado um mau presságio (ou um sinal de traição espanhola) e Sayri Túpac permaneceu em Vilcabamba. Em 1557, Sayri Túpac concordou em deixar Vilcabamba e viajou para Lima. Sayri Túpac renunciou ao seu direito ao Império Inca e aceitou o batismo, como Diego. Em troca, ele recebeu um perdão total, o título de Príncipe de Yucay e grandes propriedades com ricas receitas. Ele tornou-se residente em Yucay, um dia de viagem a nordeste de Cuzco. Significativamente, ele deixou para trás a franja vermelha real, símbolo de sua autoridade.
Em 1561, Sayri Túpac morreu repentinamente e seu meio-irmão, Titu Cusi Yupanqui, assumiu o controle de Vilcabamba e da resistência inca aos espanhóis. Durante seu governo, o governador-geral provisório Lope Garcia de Castro quis negociar com ele. As negociações eram sobre a saída de Cusi de Vilcabamba e a aceitação de uma pensão da Coroa. Após a escalada das negociações, por volta de 1568, Titi Cusi foi batizado na Igreja Católica Romana, como "Diego de Castro".
Túpac Amaru se tornou o governante Inca após a morte repentina de Titu Cusi em 1571. Nessa altura, os espanhóis ainda desconheciam a morte do imperador anterior (Titu Cusi) e tinham enviado rotineiramente dois embaixadores para continuar as negociações em curso com Titu Cusi. Ambos foram mortos na fronteira por um capitão inca. Com a justificativa de que os incas haviam "violado a lei inviolável observada por todas as nações do mundo em relação aos embaixadores", o novo vice-rei, Francisco de Toledo, conde de Oropesa, decidiu atacar e conquistar Vilcabamba. Ele declarou guerra contra o Estado Neoinca em 14 de abril de 1572.

### Conquista final

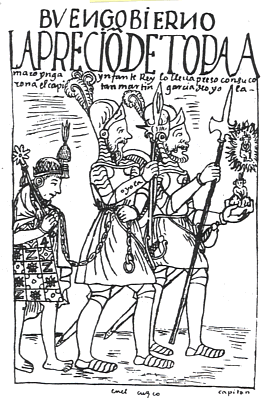
Túpac Amaru após sua captura pelos espanhóis

Duas semanas após a declaração de guerra, um pequeno grupo de soldados espanhóis capturou uma ponte importante na fronteira do Estado Neoinca, a partir da qual Toledo reuniu seu exército. Em 1º de junho, o primeiro confronto da guerra começou no vale de Vilcabamba. O Inca atacou inicialmente com alto moral, apesar de estar mal equipado. Repetidamente, os incas tentaram levantar o cerco realizado pelos espanhóis e seus aliados nativos, mas foram forçados a recuar. Em 23 de junho, o forte de Huayna Pucará rendeu-se ao fogo da artilharia espanhola. O exército inca, agora em retirada, optou por abandonar sua última cidade e seguir para a selva para se reagrupar. Em 24 de junho, os espanhóis entraram em Vilcabamba para encontrá-la deserta e a Sapa Inca desaparecido. A cidade foi totalmente destruída e o Estado Neoinca oficialmente deixou de existir. Túpac Amaru foi mais tarde capturado e executado pelos espanhóis.

## Adoção da guerra espanhola
Os incas levaram aproximadamente duas décadas para preencher a lacuna tecnológica que tinham com os espanhóis. Já em 1537, quando o rei Manco Inca os derrotou em Pilcosuni, eles passaram a possuir armas espanholas modernas, como arcabuzes, artilharia e bestas. Em 1538, Manco Inca foi registrado como habilidoso o suficiente para cavalgar para a batalha. No início da década de 1540, vários refugiados espanhóis ensinaram aos guerreiros incas como usar armas espanholas. Por volta de 1560, foi registrado que muitos incas desenvolveram uma habilidade considerável no uso de arcabuzes e cavalos.